# Gorgone unanimis
Gorgone unanimis là một loài bướm đêm trong họ Noctuidae.